# آفتاب‌سوختگی (فیلم ۱۹۹۹)
آفتاب‌سوختگی (انگلیسی: Sunburn) یک فیلم است.